# 深層捜査
『深層捜査 ドクター大嶋二郎の事件日誌』（しんそうそうさ ドクターおおしまじろうのじけんにっし）は、2017年から2019年までテレビ朝日系で放送されていたテレビドラマシリーズ。全3回。主演は長塚京三。
放送枠は「土曜プライム・土曜ワイド劇場」（第1作）、「日曜ワイド」（第2作）、「日曜プライム」（第3作）。
心の病に向き合う医師が、人の心の深層心理に潜む真実を見つけ、殺人事件の謎を解いていく。

## 登場人物

### 大嶋クリニック
大嶋二郎
演 - 長塚京三
院長。内科・神経科医。20年前、妻の美津子を暴漢に殺害された犯罪被害者。大学病院の勤務医を経てクリニックを開業してから20年（第2作）。
高野泰之
演 - 渡辺大
医師。内科・神経科医。
大嶋めぐみ
演 - 岩佐真悠子（第1作・第3作）
二郎と美津子の一人娘で二郎と同居している。第1作は別の病院、第3作は大嶋クリニックで看護師をしている。

### その他
柏木百合子
演 - かたせ梨乃
警視庁犯罪被害者対策室の室長。
谷本伸次郎
演 - 西村まさ彦【旧・西村雅彦】（第1作・第3作）
警視庁捜査一課七係の係長。階級は警部。

### ゲスト
第1作（2017年）
- 警察関係者

- 吉岡信吾（警視庁捜査一課七係 主任） - 袴田吉彦
- 桑山喜和子（警視庁捜査一課七係 刑事） - ちはる
- 宮原孝雄（警視庁捜査一課七係 刑事・吉岡の部下） - 井上正大
- 国本徹（所轄刑事） - 曽我廼家寛太郎
- 茅場真（鑑識官） - 掛田誠
- 石川康春（警視庁捜査一課七係 刑事） - 島崎義久
- 萩原光男（警視庁捜査一課七係 刑事） - 太田靖則
- 佐藤志朗（警視庁捜査一課七係 刑事） - 鈴木啓太
- 猪熊邦夫（警視庁捜査一課七係 刑事） - 納見俊三千（ノンクレジット）
- 向島秀之（函館南警察署 刑事） - 高橋孝輔

- その他

- 星野雪夫（林田食品加工 函館工場 主任） - 螢雪次朗
- 沢田公昭（沢田写真館 店主） - 村野武範
- 矢崎博史（林田食品加工 函館工場長・旧姓「沖田」） - 永倉大輔（中学生：林遼威）
- 黒川哲夫（林田ホールディングス 専務） - 風間トオル
- 東山幸治（東南食材 社長） - 森本のぶ
- 沖田剛史（矢崎博史の父・漁師） - 津野哲郎
- 藤田将章（林田ホールディングス 常務） - 中村元則
- アパート「富士見荘」入居者 - 市村亮
- 佐々木久美子（林田ホールディングス 広報部社員） - 中島淳子
- 中森杏子（林田ホールディングス 広報担当） - ナオミ
- 大嶋美津子（大嶋二郎の妻・20年前撲殺） - 麻里万里
- 片岡麻衣（大嶋クリニック 受付） - 甲田椋
- 千葉ゆかり（客室乗務員） - 寺田御子
- 星野真理子（星野の娘・10年前自殺） - 田中咲葉良（ノンクレジット）
- 柏木政義（百合子の父・精神科医） - 御宿このむ（ノンクレジット）
- 林田祐一（林田ホールディングス 社長） - 本田博太郎
- 林田陽子（林田ホールディングス 副社長・林田の妻） - 賀来千香子（中学生：大森絢音）

第2作（2017年）
- 窪田亜矢（沙希の娘・公立中学2年生） - 松風理咲（幼少期：出井愛華）
- 池内伸枝（美雪の母親・スナック「れいこ」ホステス） - 菊池麻衣子
- 朝岡直記（神奈川県警鎌倉南警察署 刑事） - 湯江タケユキ
- 池内美雪（亜矢の親友・公立中学2年生） - 喜多乃愛
- 遠藤真由美（遠藤と洋子の娘・5年前死亡） - 綾川まみ
- 窪田美子（沙希の母親・亜矢の祖母・介護老人福祉施設「緑が丘の郷」入所者） - 冨田恵子
- 長谷川亮二（写真週刊誌カメラマン） - ジョーナカムラ
- 川村恵三（参議院議員） - 新藤栄作
- 遠藤洋子（遠藤の妻） - ナオミ
- キャスター - 鈴木啓太
- 所轄の刑事 - 市村亮
- 記者 - 伊藤修子
- ニュース解説者 - 島崎義久
- 沢井恵美（沙希のアシスタント） - 葦月久子
- スナック「れいこ」ママ - 岩松れい子
- 大嶋クリニックの患者 - 田中咲葉良、嶋田彦、国吉恵美、藤井玲子
- 司会者 - 熊谷真由
- フラワー教室生徒 - 麻里万里
- スナック「れいこ」ホステス - 辻本優美
- 川村恵三の秘書 - 奥田圭悟
- 現場レポーター - 小結湊仁
- 現場レポーター -立花まほ
- 池内幸平（伸枝の夫・美雪の父親） - 大鶴義丹
- 遠藤久幸（音楽喫茶「ノスタルジア」オーナー） - 橋爪淳
- 窪田沙希（フラワーデザイナー・百合子の大学の後輩） - 手塚理美

第3作（2019年）
- 松川玲子（ひびき野市 市長） - 松下由樹（幼少期：佐々木みゆ）
- 竹内正博（玲子の私設秘書） - 加藤虎ノ介
- 坂本渉（精神科医） - 堀部圭亮
- 古澤唯行（警視庁捜査二課 刑事） - 賀集利樹
- 杉山昇（ひびき野市役所 建設課長） - 俵木藤汰
- 高木勇吉（玲子の叔父・重子の弟） - 外波山文明
- 福島庄司（ひびき野南警察署 刑事） - 篠塚勝
- 鐘下守（建設会社「アーテックコーポレーション」社長） - 浅見小四郎
- 青木（検事） - 芹澤正和
- 水野（記者） - 岡田亮輔
- 北詰正一（2年前の強姦未遂事件の容疑者） - 窪塚俊介
- 高野理恵（泰之の叔母） - 阿知波悟美
- 吉丸公造（幸子の再婚相手・1973年に転落死） - 土持幸三
- 溝上佳紀（ひびき野市 市議会議員） - 島崎義久
- 松川重子（玲子の義母・幸子の小中学校の同級生・2年前死亡） - 木野ともみ
- アナウンサー - 上村愛香
- 東野（捜査一係 刑事） - 宮川浩明
- 刑事 - 土屋士、細谷雅幸、嶋田彦、小結湊仁、大和やち
- 祐実（冒頭の被害者） - 宗像愛子
- 寺島由紀恵（拉致された派遣社員） - 杉浦檸檬
- 記者 - 市村亮
- 冒頭の警官 - 石坂史朗
- 指導員 - 岩松れい子
- 松川（玲子の義父・5年前死亡） - 佐野優也
- リポーター - わたなべなたわ
- 南雲隆司（ひびき野市 前市長） - 篠井英介
- 武藤忠信（ひびき野市 市議会議員） - 小野武彦
- 吉丸幸子（玲子の実母） - 吉行和子（若き日：笹本ゆり）

## スタッフ
- 脚本 - 渡辺典子、久松真一
- 監督・脚本 - 香月秀之
- 音楽 - MOKU
- 選曲 - Tatsuya Jay
- 撮影 - 小林元
- 警察監修 - 倉科孝靖
- 医療監修 - 青木淳一
- 技術協力 - アップサイド
- 美術協力 - 山崎美術
- 仕上協力 - 東映ラボテック
- フラワーデザイナー協力 - 公益社団法人日本フラワーデザイナー協会
- プロデューサー - 大川武宏（テレビ朝日）、櫻井一葉（フレッシュハーツ）・安久慎一（フレッシュハーツ）
- 制作 - テレビ朝日、フレッシュハーツ

## 放送日程
- 第3作は当初は2019年8月25日に放送予定だったが『世界バドミントン2019 スイス・バーゼル 決勝』に変更したため9月8日に変更。

| 話数 | 放送日         | サブタイトル                                                                                            | 脚本              | 監督     |
| ---- | -------------- | --- | ----------------- | -------- |
| 1    | 2017年03月11日 | 東京〜函館900キロ 刑事VS心の医師が真相を追う！ 封印された35年前の記憶をたどる旅!!                       | 渡辺典子 香月秀之 | 香月秀之 |
| 2    | 11月12日       | 湘南・鎌倉 疑惑の母娘心中!? 心を閉ざした少女に死者から届いた手紙 上書きされた記憶の謎に心の医師が迫る！ | 渡辺典子 香月秀之 | 香月秀之 |
| 3    | 2019年09月08日 | 狙われた女性市長!! 世界遺産に消えた母娘の記憶                                                           | 久松真一          | 香月秀之 |